# Sphaeriestes reyi
Sphaeriestes reyi là một loài bọ cánh cứng trong họ Salpingidae. Loài này được Abeille de Perrin miêu tả khoa học năm 1874.